# Hidraferja
Die Hidraferja ist eine Doppelendfähre der norwegischen Reederei Norled.

## Geschichte
Das Schiff wurde 2001 unter der Baunummer 165 auf der Werft Flekkefjord Slipp & Maskinfabrikk in Flekkefjord für die Reederei Flekkefjord Dampskipsselskap gebaut. Der Entwurf stammte vom norwegischen Schiffsarchitekturbüro Multi Maritime. Das Schiff wurde im Oktober 2001 abgeliefert. 2007 wurde die Flekkefjord Dampskipsselskap ein Tochterunternehmen von Tide Sjø, aus der wiederum Anfang 2012 die Reederei Norled hervorging.
Die Fähre wurde auf der Verbindung zwischen Kvellandstrand und Lauvnes im Verlauf des Fylkesvei 469 eingesetzt. Die Fährverbindung wurde bis Ende August 2021 von der Reederei Nordled betrieben. Zum 1. September 2021 übernahm die Reederei Boreal Sjø die Fährverbindung. Boreal Sjø ließ hierfür eine neue Doppelendfähre bauen und nutzte bis zu dessen Indienststellung noch die bisherige Fähre auf der Verbindung.
Die Reederei Norled verlegte die Hidraferja auf die Fährverbindung im Lysefjord, wo sie zwischen Lauvvik am Høgsfjord und Lysebotn am Ende des Lysefjords verkehrt.

## Technische Daten und Ausstattung
Das Schiff wird von zwei Volvo-Penta-Dieselmotoren des Typs D16C-C MH mit jeweils 3689 kW Leistung angetrieben. Die Motoren wirken auf jeweils einen Propeller an den beiden Enden der Fähre. Für die Stromerzeugung stehen zwei Sisu-Dieselmotoren mit jeweils 70 kW Leistung angetriebene Generatoren zur Verfügung.
Die Fähre verfügt über ein durchlaufendes Fahrzeugdeck. An beiden Enden befinden sich herunterklappbare Rampen. Die maximale Achslast auf dem Fahrzeugdeck beträgt 15 t. Auf einer Seite der Fähre befinden sich Decksaufbauten. Hier ist unter anderem ein Aufenthaltsraum für Passagiere untergebracht. Auf die seitlichen Decksaufbauten ist mittig das Steuerhaus aufgesetzt.